# Gare de Kunimi
La gare de Kunimi (国見駅, Kunimi-eki) est une gare ferroviaire japonaise de la ligne Sukumo (à voie unique et étroite 1 067 mm), située sur le territoire de la ville de Shimanto, dans la préfecture de Kōchi au sud de l'île Shikoku. 
C'est une halte ferroviaire de la Tosa Kuroshio Railway, desservie par des trains voyageurs Local.

## Situation ferroviaire
Établie à 17 mètres d'altitude et en aérien, la gare de Kunimi (TK42) est située au point kilométrique (PK) 6,2 de la ligne Sukumo (à voie unique et étroite 1 067 mm), entre les gares de Gudō et d'Arioka.

## Histoire
La gare de Kunimi est mise en service le 1er octobre 1997, lors de l'ouverture à l'exploitation de la ligne Sukumo.

## Service des voyageurs

### Accueil
C'est une halte voyageurs de la Tosa Kuroshio Railway. Établie en hauteur, elle est accessible par un escalier et dispose d'un quai avec un abri.

### Desserte
Kunimi (TK42) est desservie par les trains Local de la ligne Tosa Kuroshio Sukumo qui circulent entre les gares de Nakamura et de Sukumo.

### Intermodalité
Un parc pour les vélos et un parking pour les véhicules y sont aménagés.